# Villefranche-sur-Mer (tổng)
Tổng Villefranche-sur-Mer là một tổng của Pháp. Tổng này nằm ở tỉnh Alpes-Maritimes trong vùng Provence-Alpes-Côte d’Azur.

## Các đơn vị hành chính
Tổng Villefranche-sur-Mer gồm các xã sau:
- Villefranche-sur-Mer
- Cap-d'Ail
- Beaulieu-sur-Mer
- Saint-Jean-Cap-Ferrat
- La Turbie
- Èze

## Lịch sử
| Ngày bầu cử | Tên           | Đảng          | Tư cách                                   |
| ----------- | ------------- | ------------- | ----------------------------------------- |
|             |               |               |                                           |
| 1979        | Fernand Dunan |               |                                           |
| 1985        | René Vestri   | Divers Droite |                                           |
| 1992        | René Vestri   | Divers Droite |                                           |
| 1998        | René Vestri   | RPR           |                                           |
| 2004        | René Vestri   | UMP           | Phó chủ tịch của Hội đồng Alpes-Maritimes |

## Biến động dân số
| 1882                                         | 1926 | 1962 | 1968   | 1975   | 1982   | 1990   | 1999   |
| ?                                            | ?    | ?    | 20 949 | 21 709 | 22 314 | 24 255 | 22 465 |
| -------------------------------------------- | ---- | ---- | ------ | ------ | ------ | ------ | ------ |
| Số liệu từ năm 1990: Dân số không tính trùng |      |      |        |        |        |        |        |